# Emud Mokhberi
Emud Mokhberi (* 9. Februar 1978 in Michigan) ist ein iranisch-US-amerikanischer Filmregisseur.

## Leben
Emud Mokhberi kam in Michigan als Sohn iranischer Eltern zur Welt. Sein Vater studierte in Amerika und zog nach Beendigung seines Studiums zurück in den Iran. Kurz darauf kam es zur Islamischen Revolution. Sechs Jahre später zog die Familie nach Stockholm in Schweden. 1993 zogen sie wiederum nach Südkalifornien. Mokhberi besuchte dort die High School und studierte an der University of California, Los Angeles Informatik. 
Seine Frau, eine französische Geschichtsstudentin, lebte 2007 ein Jahr in Paris und Mokhberi, der kurz vor seinem Abschluss stand, musste als Abschlussarbeit nur noch einen Film vollenden. Mit einem Austauschprogramm der UCLA konnte er ebenfalls nach Frankreich ziehen, wo er jedoch für Gobelin an dem Film Oktapodi arbeitete. Im Entstehungsprozess des Films waren mehrere Regisseure involviert, neben Mokhberi Julien Bocabeille, François-Xavier Chanioux, Olivier Delabarre, Thierry Marchand und Quentin Marmier. Der Film wurde 2009 für den Oscar als Bester animierter Kurzfilm nominiert. Damit war Mokhberi der neunte Iraner, der für einen Oscar nominiert wurde.
2009 war er außerdem als Charakter-Animator im Animationsfilm G-Force – Agenten mit Biss verantwortlich.